# Нишияма Онсен Кеюнкан
Нишияма Онсен Кеюнкан (на японски: 西山温泉慶雲館) е хотел, разположен край термален извор (онсен) в град Хаякава, префектура Яманаши, Япония. Основан е през 705 г. от Махито Фудзивара, син на помощник на 38-ия император на Япония, император Тенджи. Това е най-старият хотел и една от най-старите и действащи компании. През 2011 г. хотелът официално е вписан в книгата на Гинес като най-стария хотел в света. Повече от 1300 години е управляван без прекъсване от една и съща фамилия (52 поколения, включително осиновените наследници).
Кеюнкан е разположен в подножието на планината Акаиси. От основаването на хотела цялата гореща вода се доставя от термалните извори Хакухо. Хотелът е ремонтиран само веднъж – през 1997 г., но запазва традиционния архитектурен стил на оригиналния онсен. През 2005 г. във всяка стая са добавени частни, свободно течащи бани от горещите извори. Между 2000 и 2016 г. резервациите в хотела намаляват с близо 50%. Хотелът разполага с 37 стаи, ресторант kaiseki и платформа за наблюдение на луната.
След създаването му лечебните води на изворите стават широко популярни в Япония. Такеда Шинген и Токугава Иеясу са сред историческите гости на хотела.